# Monocercomonoides
Monocercomonoides är ett släkte av urdjur som tillhör ordningen oxymonader. Arter av släktet Monocercomonoides lever i tarmkanalerna hos små däggdjur, ormar och insekter. Det är de första eukaryota organismer som upptäcktes som inte är i behov av mitokondrier vars syfte är hantering av ämnesomsättningen för energiproduktion. Deras arvsmassa saknar mitokondriellt DNA (mtDNA). Dessa urdjur lever i anaeroba miljöer, som exempelvis i chinchillors tarmar, och är således oberoende av syre.